# Castrillo de Valdelomar

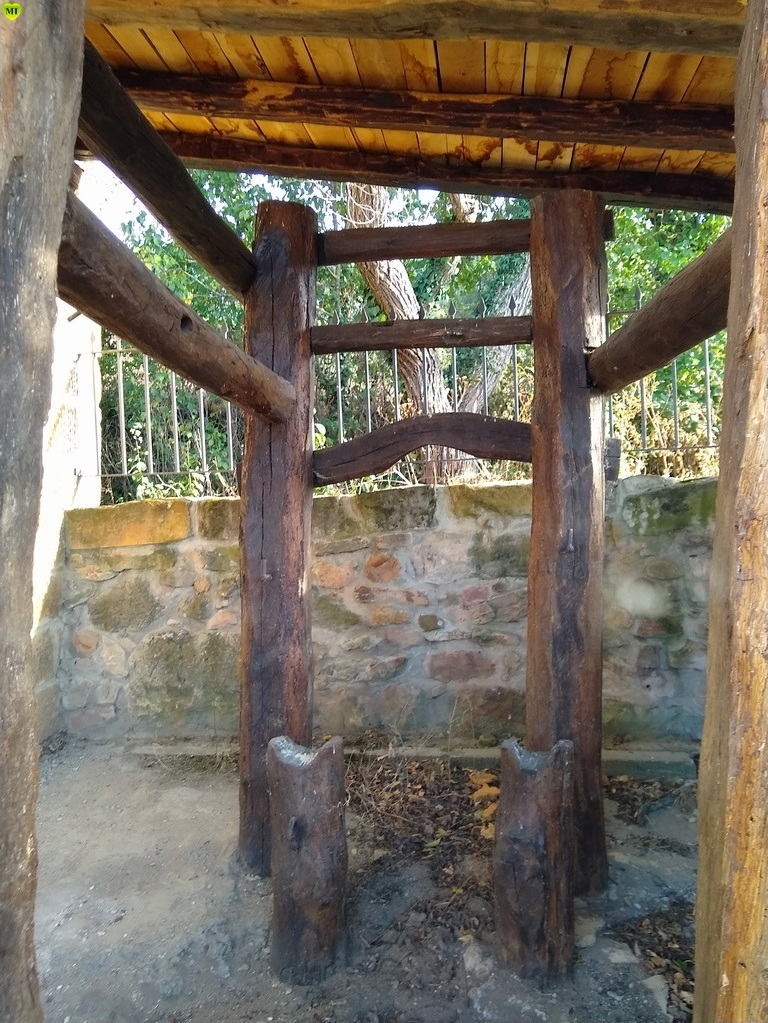
Potro de herrar

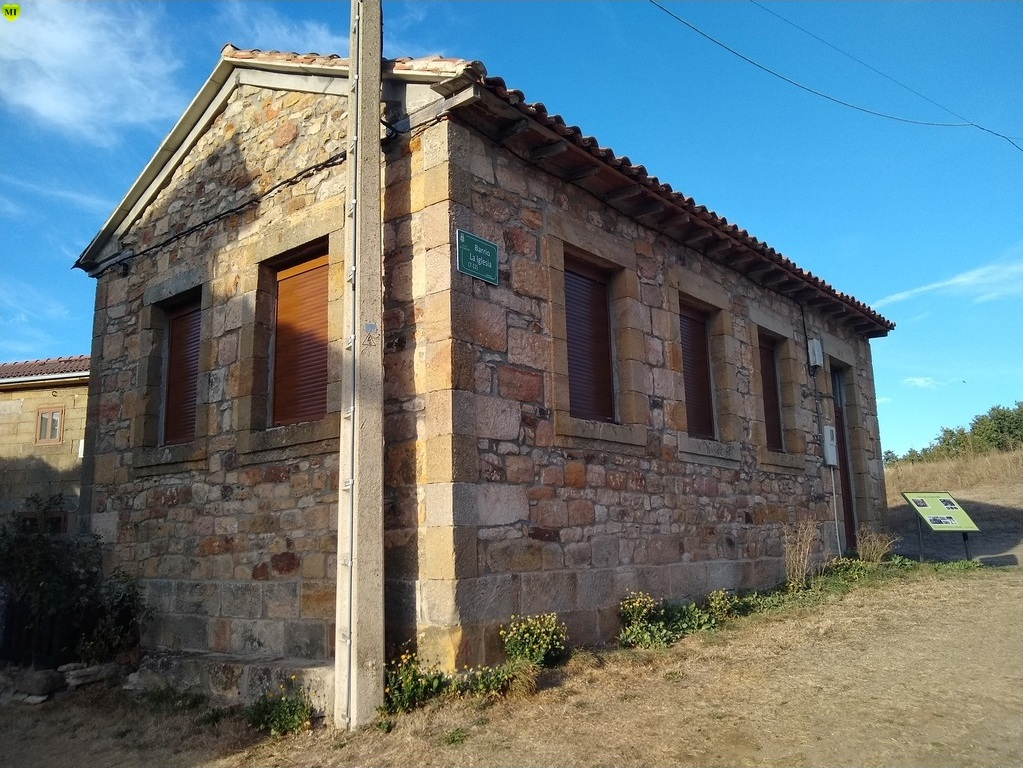
Las escuelas

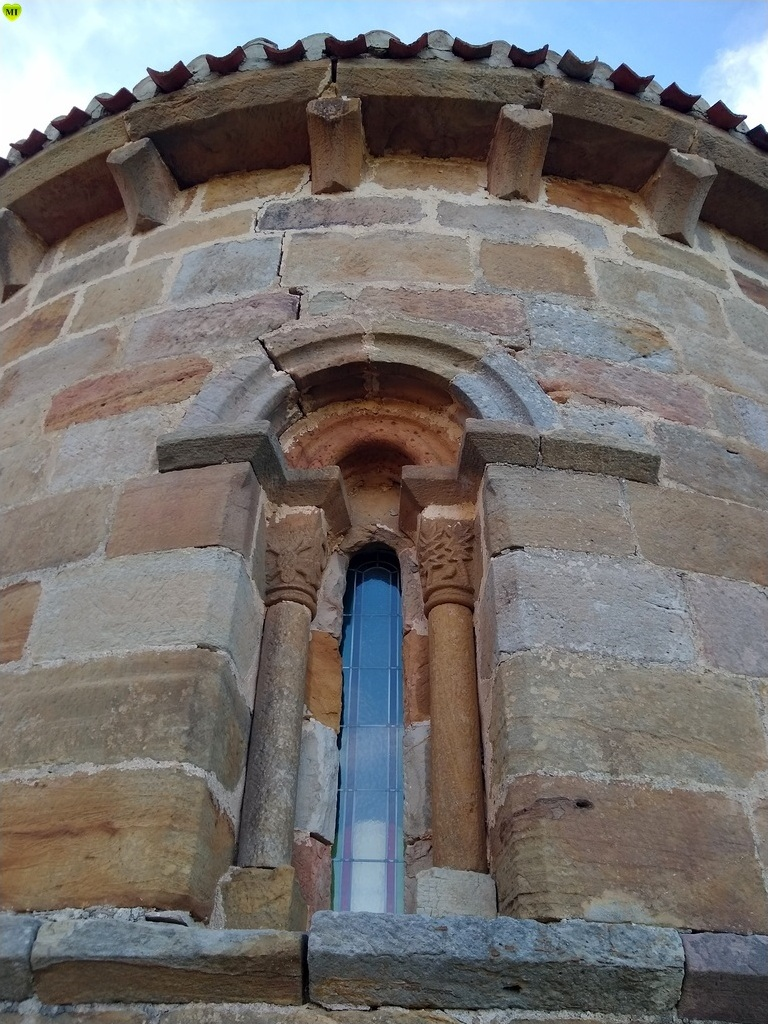
Ventanal en el ábside de la iglesia

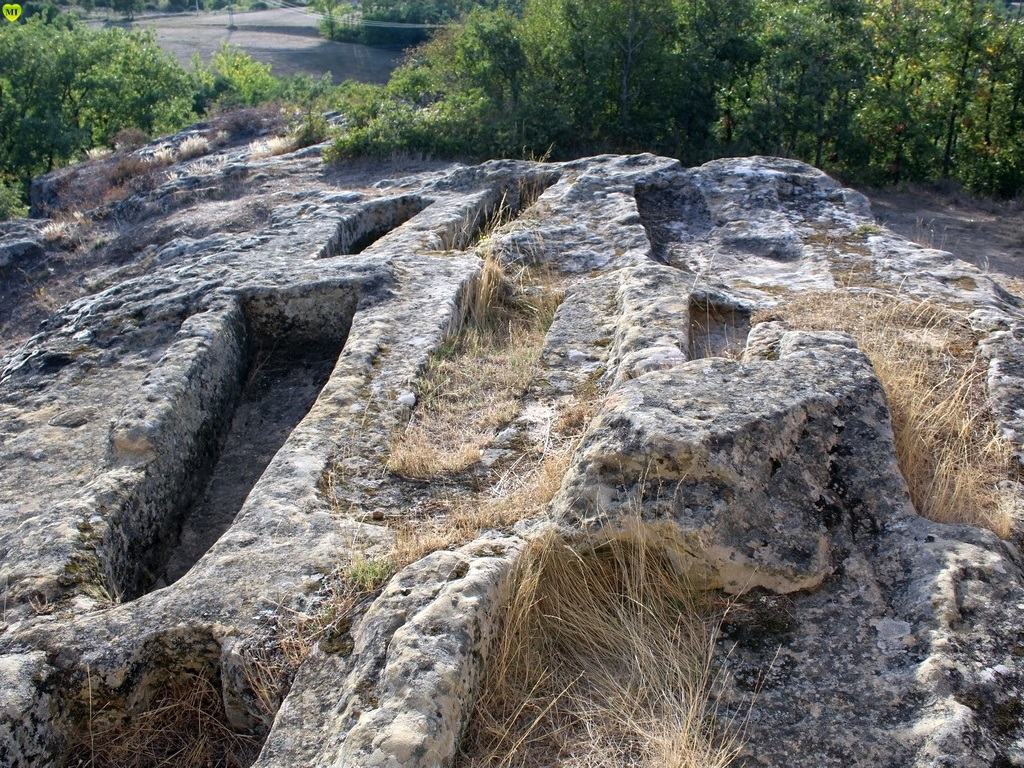
Necrópolis

Castrillo de Valdelomar es una localidad del municipio de Valderredible (Cantabria, España). Está localizada a 840 m s. n. m., y dista 20 km de la capital municipal, Polientes. En el año 2024 contaba con una población de 7 habitantes.

## Paisaje y naturaleza
El entorno de Castrillo de Valdelomar posee un paisaje delimitado al sur por el talud omnipresente de los páramos loreños y al norte por una sucesión de lomas a las que, lógicamente hace referencia el topónimos del valle.

## Patrimonio histórico
En la parte más alta del pueblo se sitúa la iglesia de Santa Leocadia que conforma una de las más bellas estampas de todo el valle de Valderredible. Se cimienta sobre un promontorio areniscos que ya fue aprovechado en época altomedieval para excavar en la roca una necrópolis de tumbas antropomorfas que todavía puede apreciarse con toda claridad. A finales del siglo XIII o a principios del siglo XIV se comenzó a construir la iglesia delatando su estilo una pervivencia de las soluciones constructivas románicas tanto en las proporciones como en el mantenimiento de elementos significativos como el ábside semicircular. En el siglo XVIII sufrió algunas reformas que afectaron de manera especial a la espadaña exenta que se recortó para formar parte de la torre campanario de planta cuadrada.

## Referencias

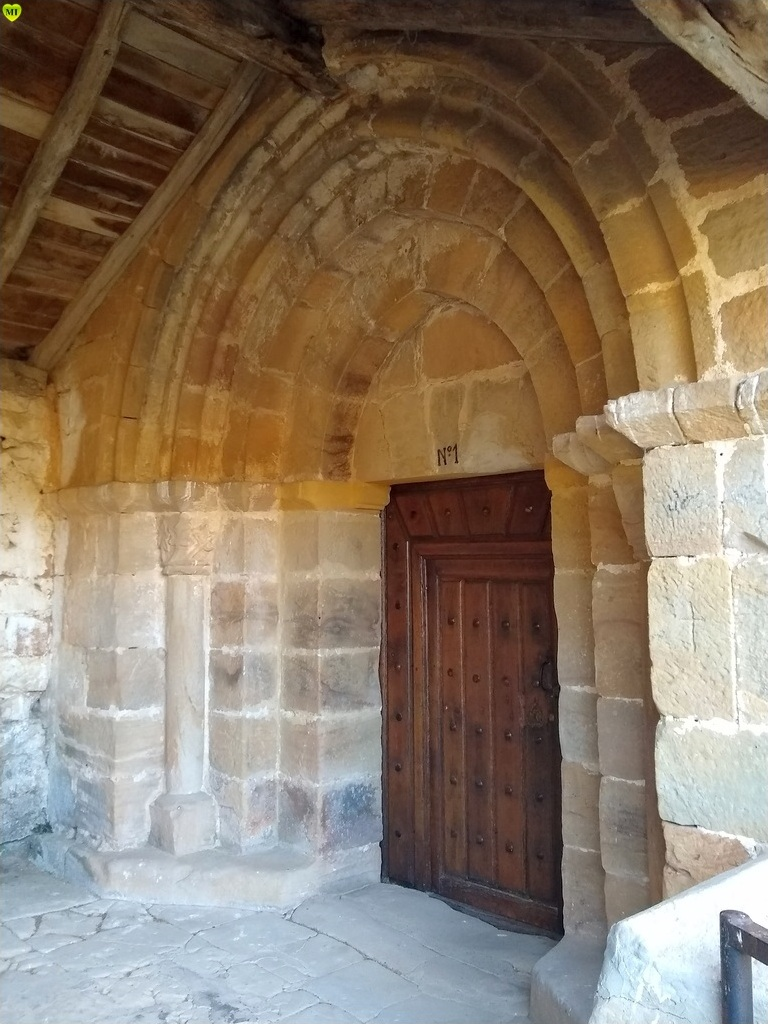
Portada de la iglesia